# Aphytis pinnaspidis
Aphytis pinnaspidis är en stekelart som beskrevs av Rosen och Debach 1979. Aphytis pinnaspidis ingår i släktet Aphytis och familjen växtlussteklar.
Artens utbredningsområde är El Salvador. Inga underarter finns listade i Catalogue of Life.